# Cathepsine S
La cathepsine S est une protéine appartenant à la famille des cathepsines, avec un rôle de protéase. Son gène est CTSS situé sur le chromosome 1 humain.

## Rôles
Elle est exprimée dans les cellules musculaires lisses et dans les macrophages, essentiellement au niveau de la plaque d'athérome où elle dégrade l'élastine.
Elle favorise la formation de l'athérome et son action est contrecarré par la cystatine C. Ellefavorise également l'angiogenèse des microvaisseaux. 
Son taux circulant est augmenté en cas de diabète sucré ou d'athérome et serait corrélé avec la mortalité, ce qui en ferait un marqueur de risque.